# 蚩尤 (插畫家)
蚩尤（Chiyou、しゆう，1983年—），本名王重儒，臺北人，是台灣的插畫家。擅長描繪女性，關注臺灣本地議題，作品主題涵蓋臺灣民俗、生態，以及情色藝術，被評為「新的藝術體驗」，2014年出版《制服至上 臺灣女高中生制服選》，獲得台灣與日本方面的矚目。

## 簡歷
- 2004年開始於洛可可有限公司任職。
- 2006受日本季刊S邀稿刊於14、15期，參加CG Smart party聯展。
- 2009年開始於《CCC創作集》[6]發表系列插畫，同年入選GEISAI TAIWAN 2009 藝術季展出。
- 2009起以 Studio Amatiz 為社團名稱，於各同人販售會發表個人插畫作品集。
- 2012年發表《We stay We live灣》插畫作品集受到各界注目。
- 2013年獲選參展法國安古蘭國際漫畫節台灣館[7]。
- 2014年1月出版第一本個人商業作品《制服至上 臺灣女高中生制服選》，7月推出日本語版[8]。
- 2014年6月於「府中15新北市動畫故事館」舉辦「制服至上青春校園插畫展」[9]。
- 2015年4月於東京中野GALLERY リトルハイ舉辦蚩尤個展[10]。
- 2019年開始於原漫基地連載〈狩SOUL〉[11]。

## 作品一覽

### 插畫
- 2009〈Taiwan Fish & Shield 〉發表於《CCC創作集》第三期[12]。
- 2010〈與民休戚的萬金天主教堂〉發表於《CCC創作集》第五期[13]。
- 2011〈服從領袖萬眾一心〉與〈百年芳華〉封面發表於《CCC創作集》第六期[14]。
- 2011漫畫〈Molamola!〉與伍薰合著，發表於《CCC創作集》第七期[15]。
- 2011〈千秋佾舞〉發表於《CCC創作集》第八期[16]。
- 2012〈祝您旅途愉快〉發表於《CCC創作集》第九期[17]。
- 2012〈守護四方〉發表於《CCC創作集》第十期[18]。
- 2013〈婀娜多姿的典雅〉發表於《CCC創作集》第十一期[19]。
- 2013 AFV女武神系列海報發表於戰鷹企業有限公司產品。
- 2013〈大亨小傳〉海報[20]。
- 2013〈傲慢與偏見〉拉頁與明信片插畫[21]。
- 2013《飛玄刺》系列封面[22]。
- 2013〈世紀交替的綠林好漢〉發表於《CCC創作集》第十二期[23]。
- 2014〈從神將到電音〉與〈眷顧我們的神〉封面發表於《CCC創作集》第十五期[24]。
- 2014《FHM 男人幫國際中文版》 6月號/2014 第168期 2014年6月1日。
- 2014〈雖女子須精一藝〉發表於《CCC創作集》第十六期[25]。
- 2014〈生命之鏈〉發表於《CCC創作集》第十七期[26]。
- 2014〈春盤綠玉薦西瓜〉發表於《CCC創作集》第十八期[27]。
- 2014〈守望海岸〉發表於《CCC創作集》第十九期[28]。
- 2014〈拍手一笑〉發表於《CCC創作集》第二十期[29]。

### 自行出版
- 2009《Gorgeous》(2009/7 ISBN 9789574164318)。
- 2010《Purity》(2010/1 ISBN 9789574169481)。
- 2010《Unlimited》(2010/7 ISBN 9789574173730)。
- 2011《The 3/4 Waterland》合著伍薰(2011/2 ISBN 9789574169481)。
- 2012《We stay We live灣》(2012/1 ISBN 9789574188673)。
- 2013《留神之冥》(2013/1 ISBN 9789574199136)。

### 商業出版
- 2014《制服至上 臺灣女高中生制服選》[30]。
- 2014《制服至上 台湾女子高生制服選 日本語版》[31]。
- 2015《制服至上2 臺灣女高中生制服選》[32]。
- 2016《最強天后：Oh, my Goddess!》[33]。
- 2016《制服至上3 臺灣女高中生制服選》[34]。
- 2017《制服至上 2 台湾女子高生制服選 日本語版》[35]。
- 2019 《BUNNY BUNNY BANG!》[36]。
- 2020《狩SOUL》[37]。
- 2020《BUNNY BUNNY BANG! 蚩尤 ピンナップ画集 (日本語)》[38]。

## 外部連結
- StudioAmatiz （页面存档备份，存于） 作者Facebook。
- 蚩尤 （页面存档备份，存于） 作者Twitter。
- 制服至上 臺灣女高中生制服選 （页面存档备份，存于） 制服至上中文官方網站。